# Beauceron
Beauceron je pasja pasma, ki ima več imen. Berger de beauce in Bas rouge predstavljajo enako pasmo. To so ovčarski psi, ki so jih že stoletja nazaj vzredili v Franciji z namenom čuvanja čred ovac in goveda. Danes so to predvsem psi čuvaji, vodniki slepih, reševalci, pastirski psi, uspešno pa se uporabljajo tudi v vojski in policiji. 

## Barve
Beauceron je velik, močan in kompakten pes. Pojavljata pa se dve barvi. Črna z rdečimi ožigi " rdeče nogavice ". Ožigi pa se pojavljajo na prsnem kosu, na glavi, na zadnjici in na vsaki od nog. Lahko pa je tudi črno-siv z rdečimi ožigi. Za Beaucerona je značilen tudi dodaten prst na zadnjih nogah. Po tem najlažje poznamo Beaucerona.

## Karakter psov
Karakter teh psov se kaže v izredni inteligenci in vdanosti gospodarju. So preudarni, z izrednim posluhom do fizično šibkejših ljudi in z občutkom za otroke, ki se  spreminja odvisno od starosti otrok. Dominantni, a stabilni. Nepopustljivi do neznancev, odlični čuvaji, vsak nepovabljeni neznanec v njegovem teritoriju bo hitro in konkretno odstranjen. Za svojega Gospodarja je pripravljen storiti prav vse.

## Rast
Samci dosežejo višino do 70 cm, samice nekaj manj. So izredno močni in mišičasti psi. Dajejo vtis izredne moči, vendar v svojem gibanju niso okorni.